# 1860
| 1860                                     |
| ---------------------------------------- |
| Dødsfald - Fødsler                       |
| • Begivenheder • Musik • Politik • Sport |

| Gregoriansk kalender | 1860 MDCCCLX            |
| Ab urbe condita      | 2613                    |
| Armensk kalender     | 1309 ԹՎ ՌՅԹ             |
| Kinesiske kalender   | 4556 – 4557 己未 – 庚申 |
| Etiopisk kalender    | 1852 – 1853             |
| Jødisk kalender      | 5620 – 5621             |
| Hindukalendere       |                         |
| - Vikram Samvat      | 1915 – 1916             |
| - Shaka Samvat       | 1782 – 1783             |
| - Kali Yuga          | 4961 – 4962             |
| Iransk kalender      | 1238 – 1239             |
| Islamisk kalender    | 1277 – 1278             |

Konge i Danmark: Frederik 7. 1848-1863
Se også 1860 (tal)

## Begivenheder

### Februar
- Illusteret Tidende bragte denne tegning af festballet d. 9. februar 18601. februar – Folketælling i Kongeriget Danmark, Hertugdømmerne samt på Grønland og Færøerne
- 9. februar - på initiativ af blandt andet H.C. Andersen afholdes der festbal i Casino Teateret, København, til indsamling for byens børnehospital[1]

### April
- 3. april - i USA begynder the Pony Express at fungere

### Maj
- 3. maj - Karl d. 15 af Sverige bliver kronet til konge

### Oktober
- 26. oktober – Giuseppe Garibaldi udråber Victor Emanuel som konge af Italien

### November
- 6. november – Abraham Lincoln vælges til præsident i USA

### December
- 20. december – Blandt andet i protest med udfaldet af præsidentvalget vedtager South Carolina en resolution, hvorved delstaten som den første sydstat udtræder af De Forenede Stater

### Udateret
- Florence Nightingale opretter den første verdslige sygelejeskole i England

## Født
- 21. januar – Karl Staaff, svensk politiker og jurist, Sveriges statsminister i perioderne 1905–06 og 1911–14 (død 1915).
- 24. marts – Emil Bähncke, dansk sennepsfabrikant (død 1931).
- 2. maj – Theodor Herzl, zionistisk pioner og visionær (død 1904).
- 9. maj – J.M. Barrie, skotsk forfatter, Peter Pans "far".
- 19. maj – Vittorio Orlando, italiensk regeringschef, én af "de fire store" i Versailles 1919.
- 27. maj − Margrethe Munthe, norsk forfatter (død 1931).
- 7. juli – Gustav Mahler, østrigsk komponist og dirigent.
- 15. december – Niels Ryberg Finsen, dansk læge (født på Færøerne), kendt for anvendelse af lysbehandling af sygdommen lupus vulgaris(hudtuberkulose). For dette arbejde modtager han i 1903 nobelprisen (død 1904).

## Dødsfald
- 14. marts – Carl Ritter von Ghega, østrigsk ingeniør og bygmester
- 1. maj – Anders Sandøe Ørsted, dansk jurist og tidl. regeringschef.
- 24. juni – Jerome Bonaparte, tidl. konge af Westfalen, broder til Napoleon 1.
- 23. november – Eggert Christopher Tryde, stiftprovst, kongelig konfessionarius og æresdoktor